# Enrico d'Antiochia
Enrico di Antiochia (conosciuto anche come Enrico di Poitiers; 1210 circa – Tiro, 18/27 giugno 1276) fu reggente del Regno di Gerusalemme e Cipro con la moglie Isabella di Lusignano.

## Biografia

### Infanzia
Era il figlio di Boemondo IV di Antiochia, principe di Antiochia e della sua prima moglie Piacenza Embriaco de Gibelet.

### Matrimonio
Nel 1233 Enrico sposò Isabella di Lusignano, la figlia di Ugo I di Cipro e Alice di Champagne. Nel 1263, Isabella fu nominata reggente di Gerusalemme e a sua volta nominò Enrico Reggente del regno.

### Morte
Enrico morì annegato al largo di Tiro nel giugno 1276 durante la navigazione verso Tripoli su una nave imperiale. Il suo corpo venne recuperato e, dopo la morte del figlio Ugo III, entrambi furono portati a Nicosia per la sepoltura.

## Discendenza
Enrico e Isabella di Lusignano hanno avuto due figli:
- Ugo III di Cipro (1235-1284), anche Ugo I di Gerusalemme.
- Margherita di Antiochia (c.1244 - 1308), che sposò nel 1268 Giovanni di Montfort, ma non ebbero figli e fu Principessa Titolare di Antiochia. Più tardi divenne suora a Cipro, e fu sepolta a Nicosia.

I loro figli adottarono anche il cognome della madre "di Lusignano", fondando la seconda Casa di Lusignano.

## Ascendenza
|                          |   |                      | Genitori                |  |  | Nonni |  |  | Bisnonni             |  |  | Trisnonni                |  |
|                          |   |                      |                         |  |  |       |  |  | Raimondo di Poitiers |  |  | Guglielmo IX d'Aquitania |  |
|                          |   |                      |                         |  |  |       |  |  | Raimondo di Poitiers |  |  | Guglielmo IX d'Aquitania |  |
|                          |   | Filippa di Tolosa    |                         |  |  |       |  |  | Raimondo di Poitiers |  |  |                          |  |
| Boemondo III d'Antiochia |   |                      |                         |  |  |       |  |  | Raimondo di Poitiers |  |  |                          |  |
|                          |   | Costanza d'Antiochia | Boemondo II d'Antiochia |  |  |       |  |  |                      |  |  |                          |  |
|                          |   | Costanza d'Antiochia | Boemondo II d'Antiochia |  |  |       |  |  |                      |  |  |                          |  |
|                          |   | Costanza d'Antiochia | Alice di Antiochia      |  |  |       |  |  |                      |  |  |                          |  |
| Boemondo IV d'Antiochia  |   | Costanza d'Antiochia |                         |  |  |       |  |  |                      |  |  |                          |  |
|                          |   | …                    | …                       |  |  |       |  |  |                      |  |  |                          |  |
|                          |   | …                    | …                       |  |  |       |  |  |                      |  |  |                          |  |
|                          |   | …                    | …                       |  |  |       |  |  |                      |  |  |                          |  |
| Orgueilleuse de Harenc   |   | …                    |                         |  |  |       |  |  |                      |  |  |                          |  |
|                          |   | …                    | …                       |  |  |       |  |  |                      |  |  |                          |  |
|                          |   | …                    | …                       |  |  |       |  |  |                      |  |  |                          |  |
|                          |   | …                    | …                       |  |  |       |  |  |                      |  |  |                          |  |
| Enrico d'Antiochia       |   | …                    |                         |  |  |       |  |  |                      |  |  |                          |  |
|                          | … | …                    |                         |  |  |       |  |  |                      |  |  |                          |  |
|                          | … | …                    |                         |  |  |       |  |  |                      |  |  |                          |  |
|                          | … | …                    |                         |  |  |       |  |  |                      |  |  |                          |  |
| …                        | … |                      |                         |  |  |       |  |  |                      |  |  |                          |  |
|                          |   | …                    | …                       |  |  |       |  |  |                      |  |  |                          |  |
|                          |   | …                    | …                       |  |  |       |  |  |                      |  |  |                          |  |
|                          |   | …                    | …                       |  |  |       |  |  |                      |  |  |                          |  |
| Plaisante de Giblet      |   | …                    |                         |  |  |       |  |  |                      |  |  |                          |  |
|                          |   | …                    | …                       |  |  |       |  |  |                      |  |  |                          |  |
|                          |   | …                    | …                       |  |  |       |  |  |                      |  |  |                          |  |
|                          |   | …                    | …                       |  |  |       |  |  |                      |  |  |                          |  |
| …                        |   | …                    |                         |  |  |       |  |  |                      |  |  |                          |  |
|                          |   | …                    | …                       |  |  |       |  |  |                      |  |  |                          |  |
|                          |   | …                    | …                       |  |  |       |  |  |                      |  |  |                          |  |
|                          |   | …                    | …                       |  |  |       |  |  |                      |  |  |                          |  |
|                          |   | …                    |                         |  |  |       |  |  |                      |  |  |                          |  |